# 에르퀼 푸아로
에르퀼 푸아로(프랑스어: Hercule Poirot)는 애거사 크리스티가 창작한 추리 소설 속 벨기에 출신 탐정이자, 세계 3대 명탐정(셜록 홈즈 · 에르퀼 푸아로 · 브라운 신부) 가운데 한 사람이다.
에르퀼 푸아로는 특이한 용모의 소유자인데, 키는 5피트 4인치(약 163cm) 정도로 작으며, 언제나 고개를 한쪽으로 기울인 계란형 머리, 고양이처럼 빛나는 녹색눈, 왁스로 딱딱하게 만든 콧수염이 그의 트레이드 마크다. 항상 정중하고 위엄스러운 태도를 보이며 열렬한 페미니스트이기도 하다. 호박 재배와 다 탄 성냥을 모으는 이상한 취미가 있으며, 뱃멀미가 심하여 장거리 이동을 극도로 싫어한다. 옷에 먼지 하나를 총알보다 더 큰 고통으로 여기며 질서와 방법을 무엇보다 중요시하는, 지나치게 깔끔한 성격 탓에 집안 모든 물건은 사각형이다.
제1차 세계 대전 중에 영국으로 망명해 사립탐정 일을 시작했다.
탐정으로서 자신을 프랑스인으로 오해하는 사람들에게 "나는 벨기에인이야" 라고 말하는 게 그의 말버릇이다. 왁스로 딱딱하게 만든 자신의 자랑거리인 콧수염을 구부러트리며 "저는 에르퀼 푸아로입니다. 세계에서 가장 위대한 명탐정이죠" 라고 자랑하는 모습을 보면 어딘가 유머스럽고 미워할 수 없다.
'현장에 나가 여기저기 조사하는 것은 어린 시절의 귀신 놀이와도 같다'라는 말 그대로 의뢰인의 이야기를 의자에 앉아 조용히 듣고 있는 것만으로도 그의 회색 뇌세포는 사건의 진상을 밝혀낸다.
애거사 크리스티는 자신의 사후에 푸아로의 작품이 나올 것을 우려해서 소설 커튼에서 그를 죽게 만든다.

## 인맥 관계
- 아서 헤이스팅스: 가장 친한 친구.
- 배틀 총경: 동료.
- 수사반장 제프: 동료.
- 레이스 대령: 동료. 친구.
- 아리아드네 올리버: 동료.
- 새터스웨이트 씨: 《3막의 비극》에서 함께 일했다.
  - 할리 퀸: 새터스웨이트를 통해 한다리 건너 아는 사이.